# André Hofschneider
André Hofschneider (* 10. Juni 1970 in Berlin) ist ein ehemaliger deutscher Fußballspieler und heutiger Fußballtrainer. Aktuell ist er Cheftrainer am Nachwuchsleistungszentrum des 1. FC Union Berlin.

## Karriere als Spieler
Über die Jugendstationen Turbine EKB Berlin und 1. FC Union Berlin gelangte Hofschneider zur Saison 1988/89 in den Kader des 1. FC Union und debütierte am 3. Dezember 1988 als 18-Jähriger in der Oberliga. In derselben Saison absolvierte Hofschneider fünf weitere Einsätze für Union in der Oberliga, der Verein stieg jedoch als Tabellenletzter in die zweitklassige Liga ab. 1989 wurde Hofschneider in die Fußball-Olympiaauswahl der DDR berufen, mit der er mehrere Testspiele bestritt. Noch vor Beginn der Qualifikationsspiele für Olympia 1992 wurde die Mannschaft im Zuge der deutschen Wiedervereinigung zurückgezogen.
1990/91 erreichte der mittlerweile zum Leistungsträger avancierte Defensivspieler mit Union die Relegation zur ersten gesamtdeutschen Saison der 2. Bundesliga, der Verein qualifizierte sich aber nur für die Oberliga Nordost als eine der dritthöchsten deutschen Spielklassen. 1993/94 erreichte Hofschneider mit Union den Aufstieg in die 2. Bundesliga; dem Verein wurde jedoch aus wirtschaftlichen Gründen die Spielgenehmigung verweigert, woraufhin Hofschneider zum Zweitligisten Hansa Rostock wechselte.
In Rostock konnte sich Hofschneider 1994/95 zunächst nicht durchsetzen und absolvierte lediglich 15 Einsätze in seiner ersten Saison bei Hansa, in der dem Verein als Tabellenführer der Aufstieg in die Fußball-Bundesliga gelang. In der folgenden Spielzeit 1995/96 belegte Hofschneider mit Hansa Rang sechs der Abschlusstabelle, bestritt aber erneut nur 15 Spiele. 1996/97 wurde Hofschneider zu einem Leistungsträger der in dieser Saison abstiegsbedrohten Hanseaten und bestritt 28 Einsätze, bevor er zum Saisonende zum Bundesliga-Konkurrenten TSV 1860 München wechselte. Dort konnte sich Hofschneider mit 12 Einsätzen in der Saison 1997/98 erneut nicht durchsetzen und wechselte am Saisonende weiter zum Erstliga-Absteiger Arminia Bielefeld.
In Bielefeld wurde Hofschneider Leistungsträger, absolvierte 1998/99 33 Einsätze und stieg mit den Arminen wie schon mit Rostock als Tabellenführer in die Bundesliga auf. Dort konnte er 1999/2000 mit 22 Einsätzen den Wiederabstieg Bielefelds jedoch nicht verhindern und kam in den folgenden Zweitligaspielzeiten 2000/01 und 2001/02 lediglich zu 19 beziehungsweise sieben Einsätzen.
2002 ging Hofschneider zum Regionalligisten FC Augsburg, für den er 2002/03 27 Einsätze bestritt. Nach nur einem weiteren Einsatz für Augsburg 2003/04 ließ Hofschneider seine Karriere bei den unterklassigen bayrischen Vereinen FC Affing und DJK Augsburg-Lechhausen ausklingen.

## Karriere als Trainer
In der Saison 2007/08 kehrte Hofschneider als Co-Trainer zu seinem ehemaligen Verein 1. FC Union Berlin zurück. Gleichzeitig absolvierte er eine Weiterbildung zum Fitness- und Veranstaltungskaufmann.
In der Rückrunde der Saison 2015/16 vertrat er zunächst interimsweise den erkrankten Cheftrainer Sascha Lewandowski. Nachdem Lewandowskis Vertrag wegen eines Burnout-Syndroms Anfang März 2016 aufgelöst worden war, übernahm Hofschneider bis zum Saisonende das Amt des Cheftrainers. Im Juni 2016 wurde er von Jens Keller abgelöst und begann eine Ausbildung zum Fußballlehrer. Hofschneider absolvierte an der Hennes-Weisweiler-Akademie die Ausbildung zum Fußballlehrer und erhielt am 20. März 2017 die UEFA Pro Lizenz.
Nach der Freistellung Jens Kellers Anfang Dezember 2017 wurde Hofschneider als neuer Chefcoach von Union Berlin vorgestellt. Er erhielt einen Vertrag bis zum 30. Juni 2019. Die Zusammenarbeit wurde jedoch bereits nach der Saison 2017/18 beendet und Hofschneiders Vertrag aufgelöst. Bereits im September 2018 holten ihn die Eisernen zurück und stellten ihn als Cheftrainer des vereinseigenen Nachwuchsleistungszentrums an. 2021 wurden im Zuge einer Recherche von BuzzFeed teils anonyme Vorwürfe gegen Hofschneider und das NLZ öffentlich, die ihm die Installation einer „Ausländerquote“ in der Jugendabteilung des Vereins und mangelnde Wertschätzung im Umgang mit Spielern unterstellten.